# Bahamasair
Bahamasair is de nationale luchtvaartmaatschappij van de Bahama's. De maatschappij werd gesticht naar aanleiding van de opheffing van alle vliegverbindingen door British Airways en Pan American Airlines in 1973 ten tijde van de oliecrisis.
Deze gebeurtenis had zodanig negatieve gevolgen voor de toeristenindustrie op de Bahama's dat besloten werd een eigen maatschappij in het leven te roepen.
Het fundament onder het bedrijf Bahamasair was reeds in het begin erg zwak veroorzaakt door onder-financiering, oude vliegtuigen, onvoldoende onderhoudsvoorzieningen en slecht getraind personeel. Na verloop van tijd en met de koop van nieuwe vliegtuigen en wijzigingen in de organisatie werden deze gebreken verholpen. De financiële problemen zijn tot op de dag van vandaag gebleven.
In 1991 faseerde de maatschappij haar Boeing 727 en 748 vloot uit en stapte over op zuinige DHC-8 300 vliegtuigen.

## Vloot
De vloot van Bahamasair bestaat in juli 2016 uit de volgende negen vliegtuigen:
- 3 Boeing 737-500
- 2 ATR-42
- 2 ATR-72
- 1 Bombardier Dash8-Q300